# Premi e riconoscimenti di Lana Del Rey
Questa è una lista dei premi e dei riconoscimenti ricevuti da Lana Del Rey nel corso della sua carriera musicale.

## Billboard Women in Music Award
- 2015 – Trailblazer Award
- 2023 – Visionary Award[1]

## BMI Pop Awards
- 2024 – BMI Pop Award per Snow On The Beach (con Taylor Swift)

## BRIT Award
- 2012 – Rivelazione internazionale[2]
- 2013 – Artista solista femminile internazionale[3]

## Critics' Choice Movie Award
- 2014 – Candidatura per la miglior canzone originale per Big Eyes[4]

## Echo
- 2013 – Miglior artista internazionale femminile[5]
- 2013 – Miglior esordiente internazionale[5]

## Elle Style Awards
- 2016 – Miglior artista femminile dell'anno[6]

## Golden Globe
- 2015 – Candidatura per miglior canzone originale per Big Eyes[7]

## GQ Men of the Year Awards
- 2012 – Donna dell'anno[8]

## Grammy Award
- 2014 – Candidatura per miglior album pop vocale per Paradise[9]
- 2014 – Candidatura per miglior canzone scritta per un film
- 2018 – Candidatura per miglior album pop vocale per Lust for Life[10]
- 2020 – Candidatura per album dell'anno per Norman Fucking Rockwell
- 2020 – Candidatura per canzone dell'anno per Norman Fucking Rockwell[11]
- 2024 – Candidatura per album dell’anno per Did you know that there’s a tunnel under Ocean Blvd
- 2024 – Candidatura per migliore album alternativo per Did you know that there’s a tunnel under Ocean Blvd
- 2024 – Candidatura per canzone dell’anno per A&W
- 2024 – Candidatura per migliore performance alternativa per A&W
- 2024 – Candidatura per migliore duo pop per Candy Necklace (feat. Jon Batiste)[12]

## Hit FM Music Awards (HMA)
- 2023 – Top 10 Singles per Snow on the Beach (con Taylor Swift)[13]
- 2023 – Candidatura come Collaboration of the Year per Snow on the Beach (con Taylor Swift)[13]

## IFPI Platinum Europe Awards
- 2012 – Titolo dell'album per Born to Die[14]

## Ivor Novello Awards
- 2012 – Miglior canzone moderna per Video Games[15]

## J-14's Teen Icon Awards
- 2022 – Iconic Collaboration per Snow on the Beach (con Taylor Swift)[16]

## MTV Europe Music Awards
- 2012 – Miglior artista alternative[17]
- 2015 – Miglior artista alternative[18]
- 2023 – Miglior artista alternative[19]

## MTV Video Music Awards
- 2023 – Miglior video alternativo per Candy Necklace (feat. Jon Batiste)[20]

## NME Awards
- 2020 – Miglior album al mondo per Norman Fucking Rockwell

## Q Awards
- 2011 – Q's Next Big Thing[21]
- 2019 – Canzone del Decennio a Video Games

## Satellite Award
- 2014 – Miglior canzone originale per Young and Beautiful[22]

## The Daily Californian's Arts Awards
- 2022 – Candidatura come Best Collaboration per Snow on the Beach (con Taylor Swift)[23]

## UK Music Video Awards
- 2012 – Miglior video pop internazionale per Born to Die[24]

## Variety Hitmakers’ Decade Award
- 2021 – Migliore artista del Decennio[25]

## Xbox Entertainment Awards
- 2013 – Miglior album per Born to Die[26]